# Список осіб, беатифікованих Папою Бенедиктом XVI
Список осіб, беатифікованих Папою Бенедиктом XVI — список осіб, проголошених блаженними у період понтифікату Папи Бенедикта XVI (2005—2013).
Папа Бенедикт XVI у період свого понтифікату проголосив 870 блаженних.
У таблицях подано список осіб, беатифікованих Папою Бенедиктом XVI за кожен рік його понтифікату.

## 2005
| No. | Блаженний                                     | Дата беатифікації | Місце беатифікації              |
| --- | --------------------------------------------- | ----------------- | ------------------------------- |
| 1.  | Маріанна Копе                                 | 14 травня 2005    | Базиліка святого Петра, Ватикан |
| 2.  | Марія Асунсьйон дель Корасон де Хесус         | 14 травня 2005    | Базиліка святого Петра, Ватикан |
| 3.  | Владислав Фіндиш                              | 19 червня 2005    | Варшава, Польща                 |
| 4.  | Ігнатій Клопотовський                         | 19 червня 2005    | Варшава, Польща                 |
| 5.  | Броніслав Маркевич                            | 19 червня 2005    | Варшава, Польща                 |
| 6.  | Клеменс Авґуст фон Ґален                      | 9 жовтня 2005     | Базиліка святого Петра, Ватикан |
| 7.  | Анхела Джинард Марті                          | 29 жовтня 2005    | Базиліка святого Петра, Ватикан |
| 8.  | Хосеп Тапіес Сірвант и 6 товаришів            | 29 жовтня 2005    | Базиліка святого Петра, Ватикан |
| 9.  | Еврозія Фабріс                                | 9 листопада 2006  | Віченца, Італія                 |
| 10. | Шарль де Фуко                                 | 13 листопада 2005 | Базиліка святого Петра, Ватикан |
| 11. | Марія Крочіфісса Курчо                        | 13 листопада 2005 | Базиліка святого Петра, Ватикан |
| 12. | Марія Пія Мастена                             | 13 листопада 2005 | Базиліка святого Петра, Ватикан |
| 13. | Анаклето Гонзалес Флорес і 7 товаришів        | 9 червня 2013     | Халіско, Мексика                |
| 14. | Хосе Трінідад Ранхель Монтаньйо і 2 товаришів | 9 червня 2013     | Халіско, Мексика                |
| 15. | Даріо Акоста Суріта                           | 9 червня 2013     | Халіско, Мексика                |
| 16. | Хосе Санчес дель Ріо                          | 9 червня 2013     | Халіско, Мексика                |

## 2006
| No. | Блаженний                         | Дата беатифікації | Місце беатифікації       |
| --- | --------------------------------- | ----------------- | ------------------------ |
| 1.  | Теодора Фракассо                  | 18 березня 2006   | Барі, Італія             |
| 2.  | Луїджі Біраґі                     | 30 квітня 2006    | Мілан, Італія            |
| 3.  | Луїджі Монца                      | 30 квітня 2006    | Мілан, Італія            |
| 4.  | Августин Тхеварпарампіл           | 30 квітня 2006    | Рамапурам, Керала, Індія |
| 5.  | Анна Марія Таушер ван ден Бош     | 13 травня 2006    | Рурмонд, Нідерланди      |
| 6.  | Марія Ґрація Таралло              | 14 травня 2006    | Неаполь, Італія          |
| 7.  | Ріта Лопез де Алмейда             | 28 травня 2006    | Візеу, Португалія        |
| 8.  | Евстакіо ван Ліешут               | 15 червня 2006    | Белу-Оризонті, Бразилія  |
| 9.  | Мозе Товіні                       | 17 вересня 2006   | Брешія, Італія           |
| 10. | Шара Шалкагазі                    | 17 вересня 2006   | Будапешт, Угорщина       |
| 11. | Марія Тереза Скріллі              | 8 жовтня 2006     | Ф'єзоле, Італія          |
| 12. | Марґаріта Марія Лопез де Матурана | 22 жовтня 2006    | Більбао, Іспанія         |
| 13. | Пауль Йозеф Нардіні               | 22 жовтня 2006    | Шпаєр, Німеччина         |
| 14. | Маріано де ла Мата                | 5 листопада 2006  | Сан-Паулу, Бразилія      |
| 15. | Еуфразія Елюватингаль             | 3 грудня 2006     | Триссур, Індія           |

## 2007
| No. | Блаженний                        | Дата беатифікації | Місце беатифікації                               |
| --- | -------------------------------- | ----------------- | ------------------------------------------------ |
| 1.  | Луїджі Боккардо                  | 14 квітня 2007    | Турин, Італія                                    |
| 2.  | Марія Маддалена Стараче          | 15 квітня 2007    | Кастелламмаре-ді-Стабія, Італія                  |
| 3.  | Франческо Спото                  | 21 квітня 2007    | Палермо, Сицилія, Італія                         |
| 4.  | Бруна Пеллезі                    | 29 квітня 2007    | Ріміні, Італія                                   |
| 5.  | Марія дель Кармен Ґонсалес-Рамос | 6 травня 2007     | Малага, Іспанія                                  |
| 6.  | Карло Лів'єро                    | 27 травня 2007    | Читта-ді-Кастелло, Італія                        |
| 7.  | Базіле-Антуан Марі Мору          | 15 вересня 2007   | Ле-Ман, Франція                                  |
| 8.  | Марі-Селін де ла Презентасйон    | 16 вересня 2007   | Бордо, Франція                                   |
| 9.  | Станіслав Папчинський            | 16 вересня 2007   | Ліхень-Старий, Польща                            |
| 10. | Марія Меркерт                    | 30 вересня 2007   | Ниса, Польща                                     |
| 11. | Альбертина Беркенброк            | 20 жовтня 2007    | Тубаран, Санта-Катарина, Бразилія                |
| 12. | Мануель Гомес Гонсалес           | 21 жовтня 2007    | Фредеріку-Вестфален, Ріу-Гранді-ду-Сул, Бразилія |
| 13. | Аділіо да Ронк                   | 21 жовтня 2007    | Фредеріку-Вестфален, Ріу-Гранді-ду-Сул, Бразилія |
| 14. | Франц Єгерштеттер                | 26 жовтня 2007    | Лінц, Німеччина                                  |
| 15. | Целіна Боженцка                  | 27 жовтня 2007    | Латеранська базиліка, Рим, Італія                |
| 16. | 498 іспанських мучеників         | 28 жовтня 2007    | Площа святого Петра, Ватикан                     |
| 17. | Зеферін Намункура                | 11 листопада 2007 | Ріо-Негро, Аргентина                             |
| 18. | Антоніо Росміні-Сербаті          | 18 листопада 2007 | Новара, Італія                                   |
| 19. | Ліндальва Хусто де Олівейра      | 2 грудня 2007     | Салвадор, Бразилія                               |

## 2008
| No. | Блаженний                         | Дата беатифікації | Місце беатифікації                            |
| --- | --------------------------------- | ----------------- | --------------------------------------------- |
| 1.  | Джузеппіна Ніколі                 | 3 лютого 2008     | Кальярі, Сардинія, Італія                     |
| 2.  | Марія Анна Донаті                 | 30 березня 2008   | Санта-Марія-дель-Фйоре, Флоренція, Італія     |
| 3.  | Канделярія де Сан Хосе            | 27 квітня 2008    | Каракас, Венесуела                            |
| 4.  | Марія Маддалена дель-Інкарнаціоне | 3 травня 2008     | Латеранська базиліка, Рим, Італія             |
| 5.  | Марія Роза Флеш                   | 4 травня 2008     | Трірський кафедральний собор, Трір, Німеччина |
| 6.  | Марта Вецька                      | 24 травня 2008    | Львів, Україна                                |
| 7.  | Джузеппіна Катанеа                | 1 червня 2008     | Неаполь, Італія                               |
| 8.  | Халіль аль-Хаддад                 | 22 червня 2007    | Бейрут, Ліван                                 |
| 9.  | Йозефа Гендріна Стенманнс         | 29 червня 2008    | Штейль-Теґелен, Лімбург, Нідерланди           |
| 10. | Вінченца Марія Полоні             | 21 вересня 2008   | Верона, Італія                                |
| 11. | Міхал Сопочко                     | 28 вересня 2008   | Білосток, Польща                              |
| 12. | Франческо Боніфачо                | 4 жовтня 2008     | Трієст, Італія                                |
| 13. | Франческо П'янцола                | 4 жовтня 2008     | Віджевано, Італія                             |
| 14. | Луї Мартен                        | 19 жовтня 2008    | Лізьє, Франція                                |
| 15. | Марі-Зелі Мартен                  | 19 жовтня 2008    | Лізьє, Франція                                |
| 16. | Петро Кібе Касуї і 187 товаришів  | 24 листопада 2008 | Нагасакі, Японія                              |
| 17. | Хосе Олалло                       | 29 листопада 2008 | Камагуей, Куба                                |

## 2009
| No. | Блаженний                   | Дата беатифікації | Місце беатифікації                      |
| --- | --------------------------- | ----------------- | --------------------------------------- |
| 1.  | Рафаель Рафірінга           | 7 червня 2009     | Антананаріву, Мадагаскар                |
| 2.  | Жанна-Емілія де Вільнев     | 5 липня 2009      | Кастр, Франція                          |
| 3.  | Еустахіо Куглер             | 4 жовтня 2009     | Регенсбург, Німеччина                   |
| 4.  | Чіріако Марія Санча-і-Ервас | 18 жовтня 2009    | Толедо, Іспанія                         |
| 5.  | Карло Ньйоккі               | 25 жовтня 2009    | Мілан, Італія                           |
| 6.  | Золтан Мешлени              | 31 жовтня 2009    | Будапешт, Угорщина                      |
| 7.  | Марі-Альфонсін Даніл Гаттас | 22 листопада 2009 | Базиліка Благовіщення, Назарет, Ізраїль |

## 2010
| No. | Блаженний                           | Дата беатифікації | Місце беатифікації                        |
| --- | ----------------------------------- | ----------------- | ----------------------------------------- |
| 1.  | Хосеп Самсо Еліас                   | 23 січня 2010     | Барселона, Іспанія                        |
| 2.  | Бернардо Франсіско де Ойос де Сена  | 18 квітня 2010    | Вальядолід, Іспанія                       |
| 3.  | Анджело Паолі                       | 25 квітня 2010    | Латеранська базиліка, Рим, Італія         |
| 4.  | Хосеп Тус-і-Солер                   | 25 квітня 2010    | Барселона, Іспанія                        |
| 5.  | Тереза Манґан'єлло                  | 22 травня 2010    | Беневенто, Італія                         |
| 6.  | Марія П'єріна Де Мікелі             | 30 травня 2007    | Базиліка Санта-Марія-Маджоре, Рим, Італія |
| 7.  | Єжи Попелушко                       | 6 червня 2010     | Варшава, Польща                           |
| 8.  | Мануель Лозано Ґаррідо              | 12 червня 2010    | Лінарес, Іспанія                          |
| 9.  | Лойзе Грозде                        | 13 червня 2010    | Целє, Словенія                            |
| 10. | Юсуф Нехме                          | 27 червня 2010    | Кфіфан, Ліван                             |
| 11. | Леопольдо де Альпандейре            | 12 вересня 2010   | Гранада, Іспанія                          |
| 12. | Марія де ла Пурісіма Сальват Ромеро | 18 вересня 2010   | Севілья, Іспанія                          |
| 13. | Джон Генрі Ньюмен                   | 19 вересня 2010   | Бірмінгем, Велика Британія                |
| 14. | Ґерхард Гіршфельдер                 | 19 вересня 2010   | Мюнстерський собор, Мюнстер, Німеччина    |
| 15. | К'яра Бадано                        | 25 вересня 2010   | Рим, Італія                               |
| 16. | Анна Марія Адорні                   | 3 жовтня 2010     | Парма, Італія                             |
| 17. | Альфонса Клерічі                    | 23 жовтня 2010    | Верчеллі, Італія                          |
| 18. | Сілард Боґданффі                    | 30 жовтня 2010    | Орадя, Румунія                            |
| 19. | Марія Барбара Майкс                 | 6 листопада 2010  | Порту-Алегрі, Бразилія                    |

## 2011
| No. | Блаженний                             | Дата беатифікації | Місце беатифікації                        |
| --- | ------------------------------------- | ----------------- | ----------------------------------------- |
| 1.  | Іван Павло II                         | 1 травня 2011     | Площа святого Петра, Ватикан              |
| 2.  | Джустіно Руссолілло                   | 7 травня 2011     | Неаполь, Італія                           |
| 3.  | Ґеорґ Гефнер                          | 15 травня 2011    | Латеранська базиліка, Вюрцбург, Німеччина |
| 4.  | Марія Клара від Дитятка Ісуса         | 21 травня 2011    | Лісабон, Португалія                       |
| 5.  | Ірма Дульсе                           | 22 травня 2011    | Салвадор, Бразилія                        |
| 6.  | Клотільде Мікелі                      | 28 травня 2011    | Файккіо, Італія                           |
| 7.  | Хуан де Палафокс-і-Мендоса            | 5 червня 2011     | Бурго-де-Осма-Сьюдад-де-Осма, Іспанія     |
| 8.  | Алоїз Андрицький                      | 13 червня 2011    | Дрезден, Німеччина                        |
| 9.  | Марґеріт Рутан                        | 19 червня 2011    | Ланд, Франція                             |
| 10. | Йоганнес Прассек і 2 товаришів        | 25 червня 2011    | Любек, Німеччина                          |
| 11. | Серафіно Мораццоне                    | 26 червня 2011    | Мілан, Італія                             |
| 12. | Клементе Вісмара                      | 26 червня 2011    | Мілан, Італія                             |
| 13. | Енрікетта Альфієрі                    | 26 червня 2011    | Мілан, Італія                             |
| 14. | Янош Шеффлер                          | 3 липня 2011      | Сату-Маре, Румунія                        |
| 15. | Елена Айелло                          | 14 вересня 2011   | Козенца, Італія                           |
| 16. | Франческо Пелеарі                     | 17 вересня 2011   | Турин, Італія                             |
| 17. | Марія Юлія Іванішевіч і 4 співсестри  | 24 вересня 2011   | Сараєво, Боснія і Герцеговина             |
| 18. | Антонія Марія Верна                   | 2 жовтня 2011     | Івреа, Італія                             |
| 19. | Анна Марія Ханер Англаріль            | 8 жовтня 2011     | Урхель, Іспанія                           |
| 20. | Марія Каталіна Ірігойен Ечегарай      | 29 жовтня 2011    | Мадрид, Іспанія                           |
| 21. | Карл Ламперт                          | 13 листопада 2011 | Дорнбірн, Австрія                         |
| 22. | Франсіско Естебан Лакаль і 21 товариш | 17 грудня 2011    | Мадрид, Іспанія                           |

## 2012
| No. | Блаженний                       | Дата беатифікації | Місце беатифікації                            |
| --- | ------------------------------- | ----------------- | --------------------------------------------- |
| 1.  | Гільдегарда Бурян               | 29 січня 2012     | Відень, Австрія                               |
| 2.  | Мануела Де Хесус Аріас Еспіноза | 21 квітня 2012    | Мехіко, Мексика                               |
| 3.  | Джузеппе Тоніоло                | 29 квітня 2012    | Базиліка Святого Павла за мурами, Рим, Італія |
| 4.  | П'єр Адріан Тулорж              | 29 квітня 2012    | Кутанс, Франція                               |
| 5.  | Марі-Луїза де Ламойньон         | 27 травня 2012    | Ванн, Франція                                 |
| 6.  | Марі-Жан-Жозеф Латасте          | 3 червня 2012     | Безансон, Франція                             |
| 7.  | Чечілія Еузепі                  | 17 червня 2012    | Непі, Італія                                  |
| 8.  | Маріано Арчеро                  | 24 червня 2012    | Контурсі-Терме, Італія                        |
| 9.  | Луї Бріссон                     | 22 вересня 2012   | Труа, Франція                                 |
| 10. | Ґабріеле Аллеґра                | 29 вересня 2012   | Ачиреале, Сицилія Італія                      |
| 11. | Фрідріх Бахштайн і 13 товаришів | 13 жовтня 2012    | Собор святого Віта, Прага, Чехія              |
| 12. | Марія Луїза Проспері            | 10 листопада 2012 | Сполето, Італія                               |
| 13. | Марія Крешенсія Перес           | 17 листопада 2012 | Буенос-Айрес, Аргентина                       |
| 16. | Марія Тронкатті                 | 24 листопада 2012 | Макас, Еквадор                                |
| 17. | Девасахаям Піллай               | 2 грудня 2012     | Тамілнад, Індія                               |